# Ботто, Хуан Диего
Хуа́н Дие́го Бо́тто-Ро́та (исп. Juan Diego Botto Rota; род. 29 августа 1975, Буэнос-Айрес) — аргентино-испанский актёр.

## Биография
Хуан Диего сын аргентинского актера Диего Ботто, который пропал без вести в 1977 году, во время Грязной войны. Его мать, Кристина Рота, — актриса и преподаватель актерского мастерства, с новым мужем и детьми (родная сестра Хуана Диего, Мария (род. 1974), также актриса) переехала в Испанию и поселилась в Мадриде.
Хуан Диего изучал актерское мастерство в школе, основанной его матерью в Мадриде и положившей начало Центру новых творцов, расположенному в Зале Мирадор, где прошли обучение одни из лучших испанских актеров и актрис. Позже Хуан Диего переехал в Нью-Йорк, чтобы продолжить учебу под руководством Уты Хаген.

## Карьера
Ботто дебютировал в кинематографе в возрасте 5 лет, появившись на экране в фильме Фаусто Канеля «Игра власти» (1983). Фильм 1999 года «Переживать» принёс ему мировую известность. В Испании он участвовал в нескольких театральных постановках, которые были высоко оценены критиками.
В 2016 году Ботто получил главную мужскую роль в американском телесериале «Хорошее поведение».

## Личная жизнь
Ботто состоит в фактическом браке с испанской журналисткой и писательницей Ольгой Родригес; у них есть дочь. Они проживают в Мадриде.

## Избранная фильмография
| Год       | Русское название                   | Оригинальное название      | Роль           | Примечания |
| --------- | ---------------------------------- | -------------------------- | -------------- | ---------- |
| 1989      | Если они скажут, что ты чувствуешь | Si te dicen que caí        | Сартина        |            |
| 1992      | 1492: Завоевание рая               | 1492: Conquest of Paradise | Диего Колумб   |            |
| 1996      | Селестина                          | La Celestina               | Калисто        |            |
| 2002      | Танцующая наверху                  | The Dancer Upstairs        | Сукре          |            |
| 2003      | Римская империя: Август            | Imperium: Augustus         | Юл Антоний     | ТВ-фильм   |
| 2012      | Пираты Эгейского моря              | Ο Θεός αγαπάει το χαβιάρι  | Лефентариос    |            |
| 2016—2017 | Хорошее поведение                  | Good Behavior              | Хавьер Перейра | ТВ-сериал  |
| 2021      | Отряд самоубийц: Миссия навылет    | The Suicide Squad          | Сильвио Луна   |            |
| 2024      | Комната по соседству               | The Room Next Door         | фотограф       |            |
| 2026      | Пьяница                            | Day Drinker                |                |            |